# رماحة أمريكية
رَمَّاحة أمريكية أو السمك المغدافيّ الأمريكيّ أو أبو سيف (البدال الأمريكي) هي شعاعيات الزعانف القاعدىة مرتبطة بشدة إلى سمك الحفش في رتبة أسماك حفشية. السجلات الحفرية لها تعود إلى أكثر من 300 مليون سنة أي قبل 50 مليون سنة من ظهور الديناصورات الأولى. الرَّمَّاحة الأمريكية هي أسماك ناعمة البشرة تعيش في المياه العذبة ويشار إليها أيضا رمَّاحة المسيسيبي أو دريجة ملعقية المنقار، أو الطائر أبو ملعقة. وهي واحدة من اثنين فقط من أنواع موجودة من أسرة الرماحيات. الأخرى هي المهددة بالانقراض السمكة الصينية ذات المجداف، السمكة الصينية ذات المجداف المستوطنة إلى حوض نهر اليانغتسى في الصين. الرماحة الأمريكية وغالبا ما يشار إليها باسم الأسماك البدائية، أو الفصائل مفقودة لأنها تحتفظ ببعض الخصائص المورفولوجية للأجداد في وقت مبكر، بما في ذلك هيكل عظمي وهذا هو تقريبا غضروف، كليا شكل المجداف منقار خطم) الذي يمتد ما يقرب من ثلث طول جسمها، وذيل زعنفة السمكة أو زعنفة السمكة، والكثير مثلها في ذلك مثل أسماك القرش. ومع ذلك، الرَّمَّاحة الأمريكية هي سمكة المستمدة بسبب أنها تطورت يكون بين التكيف لتغذية التصفية. وتغطي المنبر والجمجمة مع عشرات الآف من المستقبلات الحسية لتحديد مواقع أسراب من عوالق حيوانية، التي هي مصدر الغذاء الأساسي.
الرَّمَّاحة الأمريكية تستوطن أساسا حوض نهر مسيسيبي ونتقل بحرية تحت ظروف طبيعية نسبيا، دون تغيير الشروط التي كانت موجودة قبل 1900. إنها تستوطن مناطق واسعة من الأنهار المتدفقة المتعرجة الحرة النائية، وبحيرة منحنية في جميع أنحاء حوض تصريف نهر المسيسيبي، والمصارف الخليجية المجاورة. لمجال روافدهم التي تمتد إلى منطقة البحيرات الكبرى، مع حدوث بحيرة هورون وبحيرة هيلين في كندا حتى قبل نحو 90 عاما. انخفض تعداد الرَّمَّاحة الأمريكية انخفاضًا كبيرًا في المقام الأول بسبب الصيد الجائر وتدمير الموائل، والتلوث والصيد غير قانوني كان أيضا عامل مساعد وسوف يستمر الانخفاض طالما أن الطلب على الكافيار لا يزال قويا.تعداد الرَّمَّاحة الأمريكية الموجودة - يكاد يكون لم تعد موجودة في معظم المياه الطبيعية وكذلك من نيويورك وماريلاند وفرجينيا وبنسلفانيا. وقد تم انخفاض الأعداد الحالية من الرَّمَّاحة الأمريكية في روافد أنهار ميسيسيبي وميسوري وحوض صرف الخليج. إنها متواجدة تقريبا فقط في اثنتين وعشرين من الولايات في الولايات المتحدة، ومحمية بموجب قوانين الولاية الاتحادية والقوانين الدولية.

## دراسة أصل الكلمة والتطور والتصنيف
الرَّمَّاحة الأمريكية ترتبط ارتباطا وثيقا برتبة سمك الحفش وهي رتبة شعاعيات الزعانف القاعدية شعاعيات الزعانف تتضمن سمك الحفش والعديد من الغضروعظميات، من هذه الأنواع هي الآن منقرضة. الرمَّاحة هي من بين أقدم الأسماك كما يتضح في السجل الأحفوري الذي يرجع أول ظهور لها قبل ما يقرب من 300 أو 400 مليون سنة، تقريبا 50 مليون سنة قبل الديناصورات. حفريات نوع منقرض، نو ع من سرطان البحر وهي عائلة من السرطانات التي تعود ما إلى ما يقرب من 60 مليون سنة، تم العثور عليها في عصر باليوسيني التكوين الجيولوجي الأول في ولاية مونتانا.
في عام 1797،كان عالم الطبيعة الفرنسي برنار جيرمان دي Lacépède قد أسس أو صنف جنس الرمَّاحة، التي تتضمن اليوم الأنواع الموجودة، اختلف Lacepede مع بيير جوزيف Bonnaterre كما وصف في الجدول الموسوعي والمنهجي الذي اقترح أن ولب المستنقعات كان نوعا من سمك القرش. Lacépède قد أشار إلى «ان المناطق وعادات هذه الأسماك لا تزال غير معروفة.» عندما أنشأ Lacépède التصنيف ذو اسمين، Polydon feuille، كان غير مدركا أن تلك الأنواع قد تمت تسميتها بالفعل في عام 1772 من قبل علماء مصنفين يوهان يوليوس والباوم، الذي قد وصف الرماحة الأمريكية باسم Squalus spathula. ونتيجة للتسمية المزدوجة غير المقصودة Lacépède، و'spathula Polyodon' 'أصبح الاسم العلمي يطلق لى ولب المستنقعات الأميريكى، و'spathula Squalus' 'أصبح مرادفا واحدا من الإسمين اللذان أطلقا على المجموعة. في عام Walbuam, 1792 , قد أجاز واستشهد بصفته الهيئة المخول لها.

## الوصف

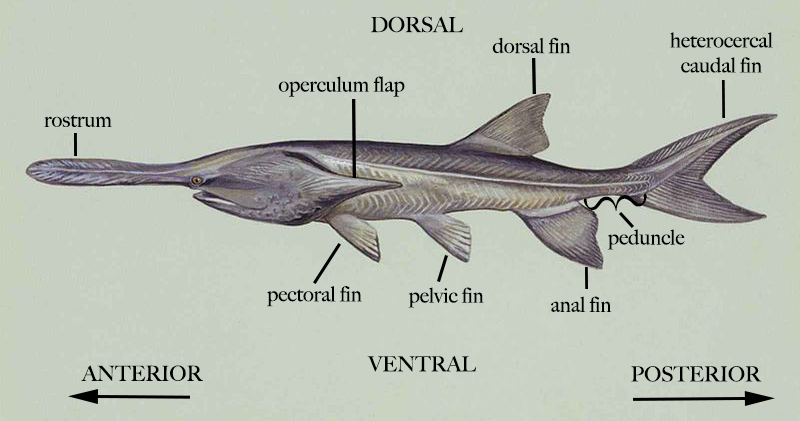
الشكل الخارجى للرماحة الأمريكية

الرَّمَّاحة الأمريكية هي من بين أسماك المياه العذبة الأضخم والأطول عمرا في أمريكا الشمالية. لديهم الجسم مثل سمك القرش، متوسط الطول 1.5 متر (4.9 قدم)، وتزن27 كيلوغرام (60 رطل)، ويمكن أن يعيش ما يزيد على ثلاثين سنة. بالنسبة لمعظم الأسماك متوسط العمر هو من خمس إلى ثماني سنوات والحد الأقصى للعمر هو 14-18 عاما. سن الرَّمَّاحة الأمريكية من الأفضل أن يؤخذ مصدرها من قبل دراسات الفك سفلي، وهي العملية التي تحدث عادة على الأسماك التي يتم صيدها خلال موسم تكسير الفك، وهو نشاط رياضة الصيد شعبية في أجزاء معينة من الولايات المتحدة هي تشمل إزالة جزء من عظم الفك السفلي، وبتنظيفها من ما تبقى من الأنسجة الطرية، وبعمل قطاعات عرضية لكشف الحلقات سنوية. وهي حلقات العظم التي تشكل الجمجمة هي طريقة مشابهة للطريقة إلى تقدر بها أعمار الأشجار. وتشير بعض دراسات الفك السفلى أن بعض الأسماك
يمكنها أن يعيش 60 عاما أو أكثر، وعادة الإناث تعيش جنبا إلى جنب وتنمو أكبر من الذكور.
الرَّمَّاحة الأمريكية هي تقريبا ناعمة الجلد وغضروفية تماما. عيونها صغيرة ووحهتها أفقية. ولها رفرف خيشومى واسع مستدق، وفم كبير، والمنصة على شكل مجداف مسطح الذي يقيس ما يقرب من ثلث طول الجسم. خلال المراحل الأولى للنمو من الجنين إلى فقس البيض، الرَّمَّاحة الأمريكية ليس لديها منصة. وتبدأ بالتشكيل قريبا بعد الفقس. المنصة هي امتداد للجمجمة، وليس من الفكين العلوي والسفلي أو نظام حاسة الشم كما هو الحال مع الخرطوم الطويل للأسماك الأخرى. وتشمل الخصائص المميزة الأخرى زعنفة السمكة بالغة التشعب زعنفة السمكة ملونة بطريقة معتمة، مع التبقيع في كثير من الأحيان، بدءا من اللون الرمادي ذو حواف زرقاء إلى درجات الأسود ظهريا إلى بطن بيضاء.

## التكاثر ودورة الحياة

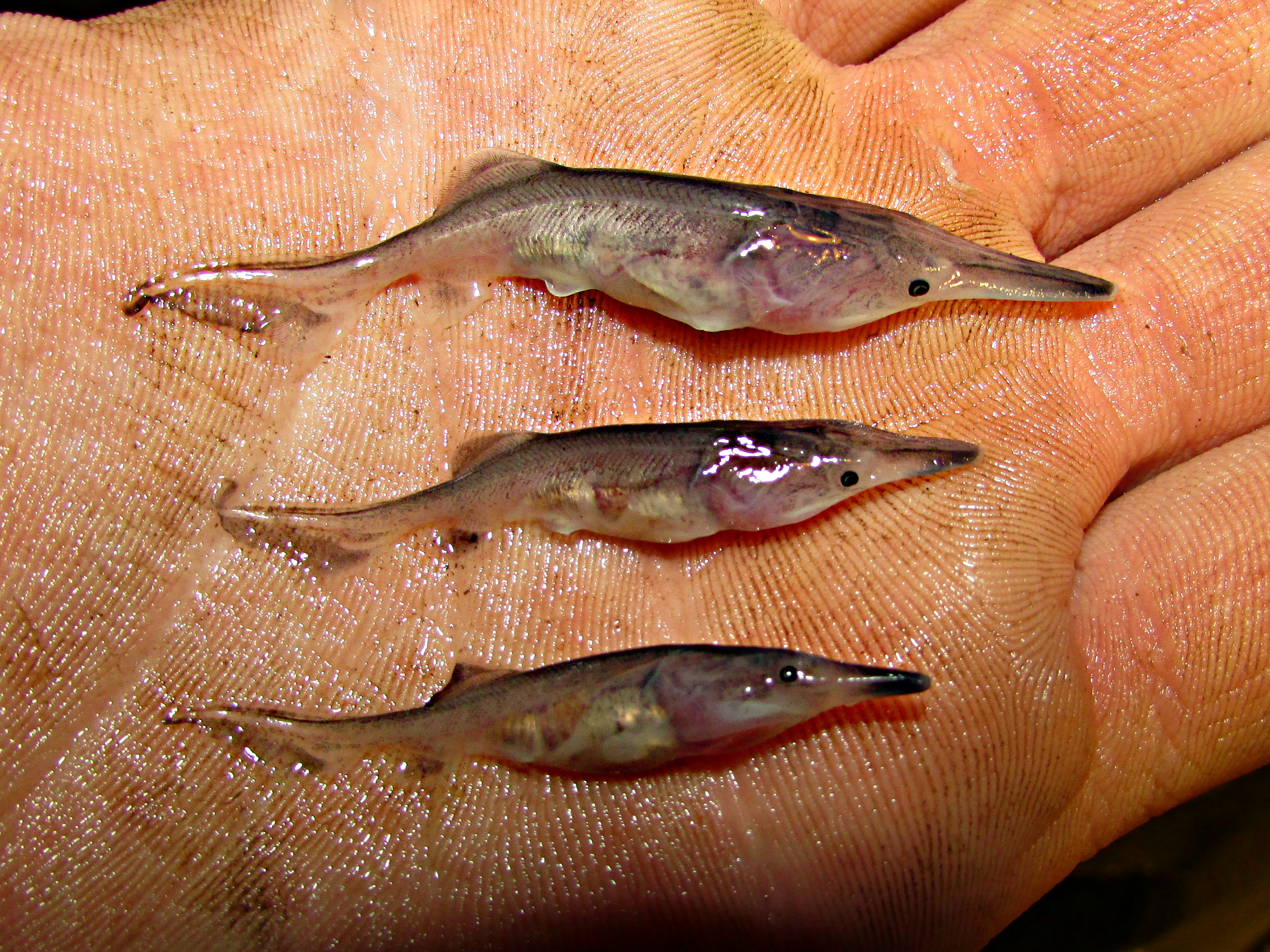
مراحل تطور المنصة

الرَّمَّاحة الأمريكية تعمر مددا طويلة، ولكن أسماك البحر المفتوح تنضج جنسيا في وقت متأخر الإناث لا تبدأ بوضع البيض حتى تبلغ سبع إلى عشر سنوات من العمر، وبعض في وقت متأخر من 16-18سنة. الإناث لا تفرخ كل عام، بل تفرخ كل ثاني أو ثالث عام. الذكور تفرخ أكثر في كثير من الأحيان، وعادة كل سنة أو كل سنتين تبدأ في حوالي السابعة من عمرهم، وبعضهم في وقت متأخر من تسع أو عشر سنوات من العمر.
الرَّمَّاحة الأمريكية تبدأ هجرة سرء السمك من المنبع في وقت ما خلال أوائل الربيع. بعضهم يبدأ في أواخر الخريف. أنها تفرخ على قضبان الحصى الخالية من الطمي التي لولاها لتعرضت للهواء أو غطتها المياه الضحلة التي ترتفع في النهر من ذوبان الثلوج أو أمطار الربيع السنوية التي تسبب الفيضانات. وعلى الرغم من أن توافر مواطن التفريخ الملائمة أمر ضروري، فإن هناك ثلاثة أحداث بيئية دقيقة يجب أن تحدث قبل أن تفرخ الرَّمَّاحة الأمريكية. يجب أن تكون درجة حرارة المياه من 55 إلى 60 °ف (13 إلى 16 °م); ولكن طول الفترة الضوئية التي تحدث في الربيع، جيث تتسبب العمليات البيولوجية والسلوكية التي تعتمد على الزيادة في طول اليوم ؛ ويجب أن يكون هناك ارتفاع التدفق في النهر قبل أن يحدث أي تفريخ ناجح. تاريخيا، الرَّمَّاحة الأمريكية لا تفرخ كل عام بسبب الأحداث البيئية الدقيقة التي تحدث مرة واحدة كل 4 أو 5 سنوات فقط.

## روابط خارجية

### لقطات فيديو
- The Paddlefish: An American Treasure  – documentary chronicling the biology and life history of paddlefish

قالب:أسماك حفشية